# Шарл Ванел
Шарл Ванел (на френски: Charles Vanel) е френски актьор и режисьор. 

## Биография
Той е роден на 21 август 1892 година в град Рен. През 1904 г. се премества със семейството си в Париж, където родителите му държат магазин. Като юноша сменя много училища, от които е гонен. Той иска да служи във флота, но лошото му зрение му попречва. През 1908 г. дебютира на парижката сцена в Хамлет, през 1910 г. дебютира в късометражния филм „Джим Кроу“ на режисьора Робърт Пеги. По време на своята 76-годишна филмова кариера, той се появява в повече от 200 филма . Той е може би най-добре запомнен с ролята си на Джо - отчаян шофьор на камион във филма на Анри-Жорж Клузо „Възнаграждение за страха“, за която роля, той получава специална награда на филмовия фестивал в Кан през 1953 г. 
Шарл Ванел умира на 5 април 1989 година в Кан, Франция.

## Избрана филмография
| Година | Филм                     | Оригинално заглавие     | Роля               | Режисьор        |
| ------ | ------------------------ | ----------------------- | ------------------ | --------------- |
| 1953   | Възнаграждение за страха | Le salaire de la peur   | Джо                | Анри-Жорж Клузо |
| 1955   | Да хванеш крадец         | To Catch a Thief        | Бертани            | Алфред Хичкок   |
| 1956   | Смъртта в тази градина   | La mort en ce jardin    | Кастин             | Луис Бунюел     |
| 1959   | Лодкари по Волга         | I battellieri del Volga | генерал Горев      | Виктор Турянски |
| 1960   | Истината                 | La Vérité               | Майстор Герен      | Анри-Жорж Клузо |
| 1976   | Като бумеранг            | Comme un boomerang      | адвокат Жак Баткин | Жозе Джовани    |
| 1981   | Трима братя              | Tre fratelli            | Донато Джурана     | Франческо Рози  |